# Castro Pretório
O Castro Pretório (em latim: castra praetoria; castrum praetorium; castrae praetoriae) foi o conjunto de quarteis (castros) de Roma utilizados para abrigar a guarda pretoriana e, durante algum tempo, as coortes urbanas. Foi construído pelo imperador Tibério (r. 14–37) por sugestão de Lúcio Élio Sejano em 21-23, momento no qual estas tropas estavam permanentemente aquarteladas na capital. Situa-se na extrema porção nordeste de Roma imperial, cerca de 500 metros do agger (campo), num dos mais altos sítios da cidade. Quando esteve em funcionamento controlou, além da cidade, as principais vias do leste e nordeste.

## História
Durante o reinado de Aureliano (r. 270–275), o castro foi incorporado à linha de fortificação construída pelo imperador, de modo que os muros norte e leste formaram a continuação da Muralha Aureliana, e o tamanho original deles foi incrementado com a adição de 2,5 a 3 metros no topo e a escavação do solo das suas fundações numa profundidade de 2,3 metros. Os portões dos lados norte e leste também foram emparedados, talvez por Magêncio (r. 306–312), e em 312, o imperador Constantino (r. 306–337) dispensou a guarda pretoriana e desmantelou seus quartéis, presumivelmente destruindo os muros internos não usados por Aureliano, embora parte do muro oeste estava de pé pelo século XVI.

## Características
Construído em modelo romano clássico, compôs um retângulo de 440 metros de largura por 380 metros de comprimento, com cantos arredondados. Seu cardo máximo percorria aproximadamente de norte a sul, e em suas extremidades, no meio das laterais menores, estavam a Porta Pretória (porta praetoria) e a Porta Decúmana (porta decumana). O cardo máximo não dividiu o acampamento igualmente, e as portas em suas extremidades, a Porta principal direita (porta principalis dextra) no oeste e a Porta principal esquerda (porta principalis sinistra) no leste, estavam a 190 metros do lado norte e 250 do lado sul. Os muros originais, construídos por Tibério e ainda parcialmente preservados, foram feitos com concreto em forma de tijolo e possuem portões com parapeitos e torres. Ao lado dos muros há linhas de câmaras abobadadas que eram antigamente ocupadas por soldados, algumas delas ainda visíveis. Elas tinham cerca de 3 metros de altura e foram construídas em opus reticulatum com estuque; acima delas percorria um passo pavimentado para os guardas.
Dentro dos acampamentos havia o santuário dos estandartes da guarda, um tribunal, no qual estes estandartes eram instalados, restaurado pelos estatores ligados aos quartéis, um santuário de Marte, e um armamentário (armamentarium; "arsenal imperial"), mencionado por Tácito e em duas inscrições. Na porção norte dos quarteis, a leste do portão norte, havia um Altar de Fortuna Restitutrix, do qual restos foram encontrados em 1888 em uma sala pavimentada com mosaicos preto e branco. Antiquários dos séculos XV-XVI citam um Arco de Gordiano (Arcus Gordiani) próximo à Porta Chiusa, e isso foi conectado com alguns fragmentos arquitetônicos encontrados na Via Geta e na Avenida Castro Pretório.